# Тончи Габрич
Тончи Габрич (хорв. Tonči Gabrić; 11 листопада 1961, Спліт, Югославія — 28 жовтня 2024) — хорватський футболіст, воротар. 
Вихованець футбольної школи «Спліт». Виступав за «Спліт», «Солін», «Челік» (Зеніца), «Хайдук» (Спліт), «Рієка», ПАОК (Салоніки), «Пазинка» (Пазин).
У складі національної збірної Хорватії (1990—1997) провів 9 матчів; учасник чемпіонату Європи 1996.
28 жовтня 2024 року помер у віці 63 років.

## Нагороди
- Чемпіон Хорватії (1995);
- Володар Кубка Хорватії (1995);
- Володар Суперкубка Хорватії (1994).